# Manihot baccata
Manihot baccata là một loài thực vật có hoa trong họ Đại kích. Loài này được Allem mô tả khoa học đầu tiên năm 1999.